# Sofia Jagellonica
Sofia Jagellonica av Polen, född 1522, död 1575, var en polsk prinsessa och en hertiginna av Braunschweig-Lüneburg, gift med hertig Henrik V av Braunschweig-Lüneburg. Hon var dotter till Bona Sforza och Sigismund I av Polen och syster till Sveriges drottning Katarina Jagellonica.
Sofia ansågs vara den intelligentaste av sina syskon. Vid faderns död 1548 följde hon liksom hennes döttrar med modern till dennas änkesäte i Masovien. 1556 gift hon sig med Henrik V av Braunschweig-Lüneburg i Wolffenbüttel. Äktenskapet blev barnlöst. Efter makens död 1568 flyttade hon till Schöningen. Hon blev dock inblandad i en arvtvist med sin före detta styvson som varade fram till 1573. Hon brevväxlade med sin syster Anna om politiska frågor. Sofia konverterade 1570 som den enda av sin familj till den lutherska tron.